# Eglingen
Eglingen je občina v departmaju Haut-Rhin francoske regije Alzacija.
Leta 1990 je v občini živelo 231 oseb oz. 62 oseb/km².